# جری در جزیره
جری در جزیره (انگلیسی: Jerry of the Islands: A True Dog Story) رمانی اثر جک لندن است.
این کتاب در سال ۱۹۱۷ توسط انتشارات مکمیلن در ایالات متحده آمریکا منتشر شده‌است.